# Същински райски птици
Същинските райски птици (Paradisaea) са род пойни птици от семейство Райски птици, разред Врабчоподобни (Passeriformes). Към този род принадлежат 7 вида райски птици. Названието райски птици е дадено от испанските мореплаватели през 1522 г. Индонезийското название на тези птици е Кендеравасих (Cenderawasih).

## Разпространение
Род Paradisaea обитават само дъждовните тропически гори и планините на Нова Гвинея, островите Ару и част от Молукските острови в Индонезия. Повечето обитават горите в равнинните области и ниските части на планините, но някои видове се срещат и в планинските региони, но не по-високо от 1500 m надморска височина.

## Характеристика
Същинските райски птици са най-представителният вид райски птици и неслучайно са дали името на цялото семейство Paradisaeidae. Родът е класифициран с латинското название Paradisaea от шведския биолог Карл Линей през 1758. След 1816 г. този род е включен в по-голямото семейство Paradisaeidae, към което до средата на 20 век са добавени още 12 рода. Представителите на същинските райски птици са средни по размер – дължината на тялото е около 35 – 50 см. Те имат ясно изразен полов диморфизъм. Мъжките имат дълги и разноцветни пера. Забележителни са опашните пера, които образуват нещо като тесен воал, обагрен в червени, оранжеви и пурпурни краски.

## Видове
Род райски птици обхваща 7 вида райски птици:
- Малка райска птица (Paradisaea minor)
- Голяма райска птица (Paradisaea apoda)
- Рагианова райска птица (Paradisaea raggiana)
- Голдиева райска птица (Paradisaea decora)
- Червена райска птица (Paradisaea rubra)
- Царска райска птица (Paradisaea guilielmi)
- Синя райска птица (Paradisaea rudolphi)